# Chris Cohen
Christopher David "Chris" Cohen (Norwich, Inglaterra, 5 de marzo de 1987) es un exfutbolista y entrenador Inglés. Es segundo entrenador en el Luton Town desde septiembre de 2020.
Como futbolista, jugaba de centrocampista y pasó su carrera en el West Ham United, Yeovil Town y el Nottingham Forest hasta su retiro en 2018.

## Clubes y estadísticas
Actualizado el 23 de noviembre de 2013
| Club                | Temporada           | Liga | Liga  | FA Cup | FA Cup | League Cup | League Cup | Otra | Otra  | Total | Total |
| Club                | Temporada           | PJ   | Goles | PJ     | Goles  | PJ         | Goles      | PJ   | Goles | PJ    | Goles |
| ------------------- | ------------------- | ---- | ----- | ------ | ------ | ---------- | ---------- | ---- | ----- | ----- | ----- |
| West Ham United     | 2003–04             | 7    | 0     | 0      | 0      | 0          | 0          | 0    | 0     | 7     | 0     |
| West Ham United     | 2004–05             | 11   | 0     | 1      | 0      | 2          | 0          | 0    | 0     | 14    | 0     |
| West Ham United     | 2005–06             | 0    | 0     | 0      | 0      | 1          | 0          | –    | –     | 1     | 0     |
| West Ham United     | Total               | 18   | 0     | 1      | 0      | 3          | 0          | 0    | 0     | 22    | 0     |
| Yeovil Town         | 2005–06             | 30   | 1     | 1      | 0      | 0          | 0          | 0    | 0     | 31    | 1     |
| Yeovil Town         | 2006–07             | 44   | 6     | 1      | 1      | 1          | 0          | 4    | 0     | 50    | 7     |
| Yeovil Town         | Total               | 74   | 7     | 2      | 1      | 1          | 0          | 4    | 0     | 81    | 8     |
| Nottingham Forest   | 2007–08             | 41   | 2     | 3      | 0      | 1          | 0          | 0    | 0     | 45    | 2     |
| Nottingham Forest   | 2008–09             | 41   | 2     | 3      | 1      | 2          | 1          | –    | –     | 46    | 4     |
| Nottingham Forest   | 2009–10             | 44   | 3     | 2      | 0      | 3          | 0          | 2    | 1     | 51    | 4     |
| Nottingham Forest   | 2010–11             | 42   | 2     | 2      | 0      | 1          | 0          | 2    | 0     | 47    | 2     |
| Nottingham Forest   | 2011–12             | 7    | 0     | 0      | 0      | 2          | 0          | –    | –     | 9     | 0     |
| Nottingham Forest   | 2012–13             | 38   | 2     | 1      | 0      | 1          | 0          | –    | –     | 40    | 2     |
| Nottingham Forest   | 2013–14             | 17   | 1     | 0      | 0      | 1          | 0          | –    | –     | 17    | 1     |
| Nottingham Forest   | Total               | 230  | 13    | 11     | 1      | 11         | 1          | 4    | 1     | 255   | 15    |
| Total en su carrera | Total en su carrera | 318  | 19    | 14     | 2      | 15         | 1          | 6    | 1     | 358   | 23    |